# Kurrheinischer Reichskreis

Der Kurrheinische Reichskreis Anfang des 16. Jahrhunderts.

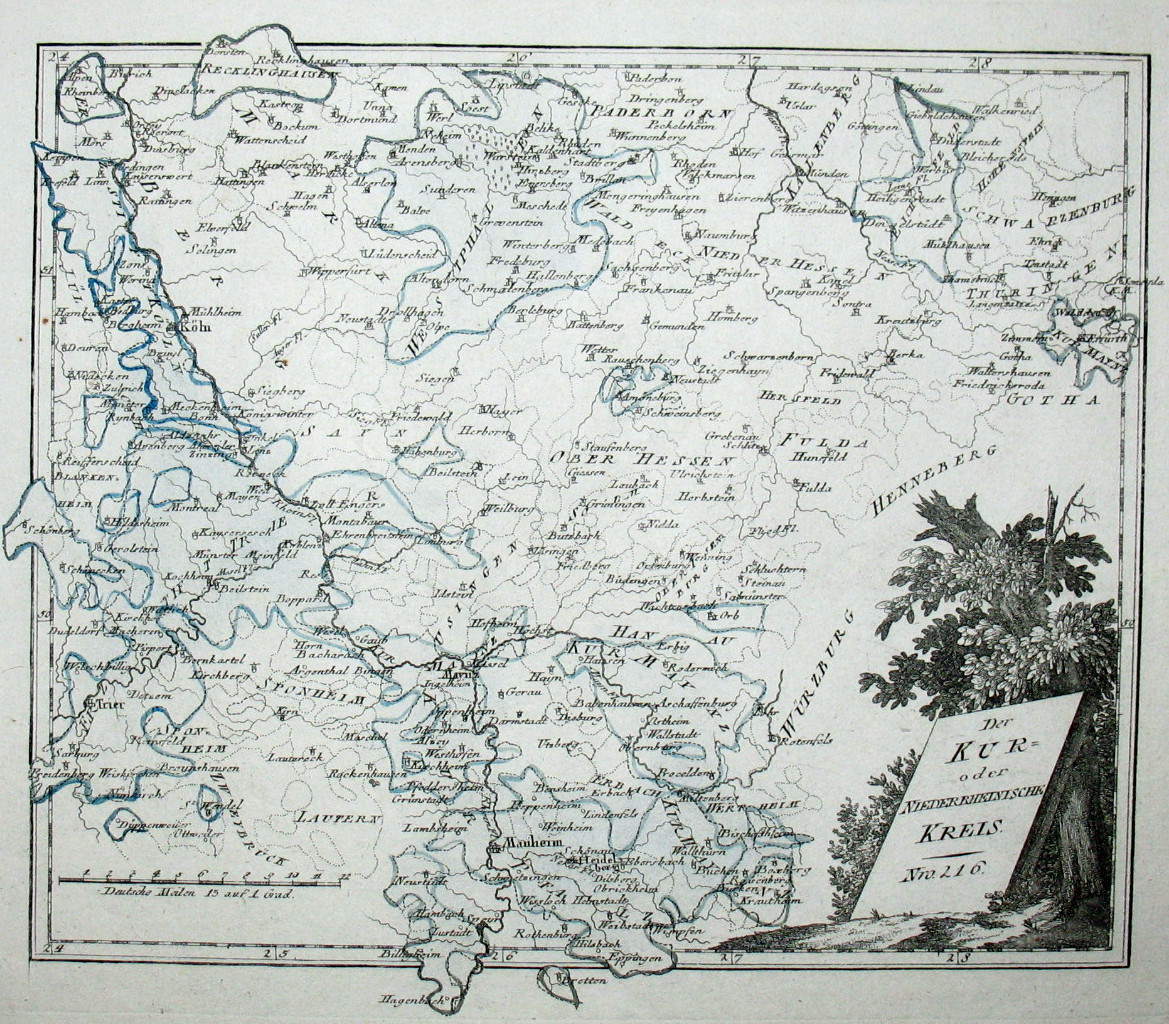
Landkarte des Kurrheinischen Reichskreises von Reilly, nach Büsching, 1787

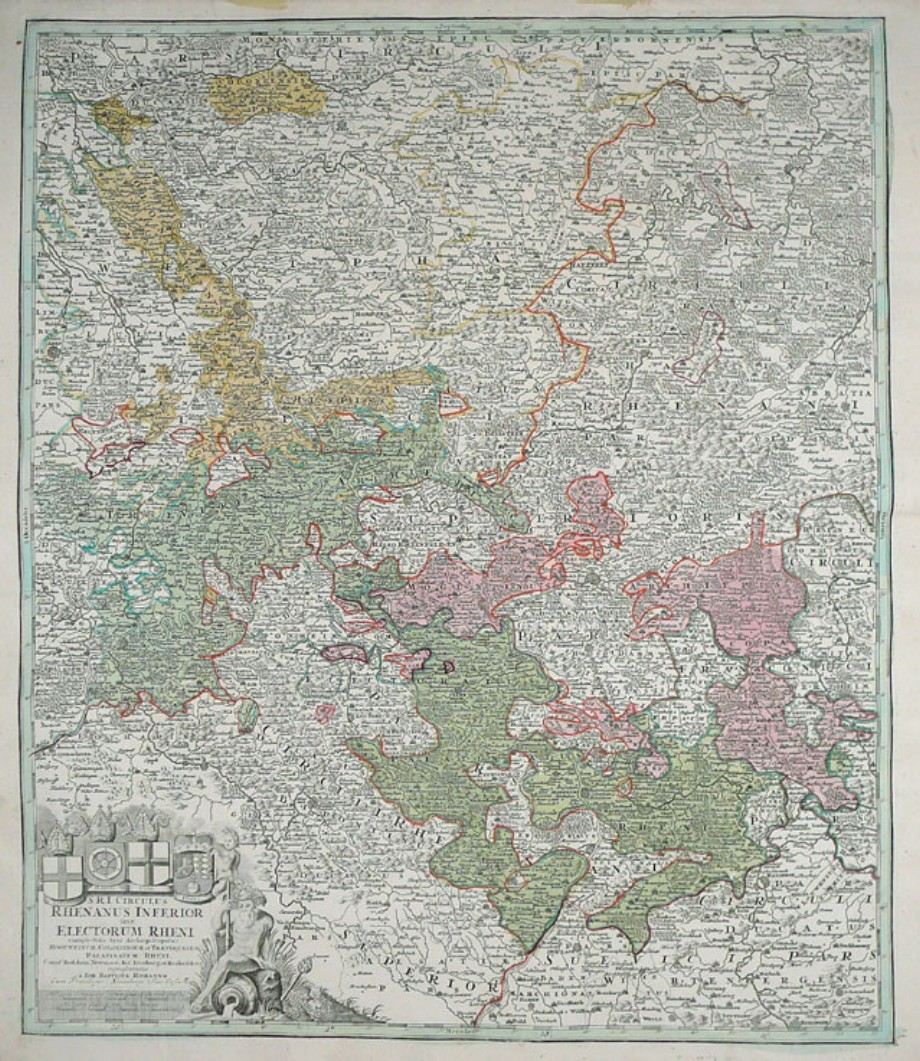
Karte der vier rheinischen Kurfürstentümer von Johann Baptist Homann (1720)

Der Kurrheinische Reichskreis war einer der zehn Reichskreise, die im Zuge der Reichsreform Kaiser Maximilians I. gebildet wurden, um der Zersplitterung des Reiches entgegenzuwirken.

## Entstehung und Aufgaben
Bereits seit dem 14. Jahrhundert handelten die Kurfürsten und Erzbischöfe von Köln, Mainz und Trier und der Kurfürst und Pfalzgraf bei Rhein häufig gemeinsam. Daran und an die verschiedenen Kurvereine konnte der 1512 von Maximilian I. gegründete kurrheinische Reichskreis anknüpfen. Wie die übrigen Reichskreise regelte der kurrheinische Reichskreis die Erhebung der Reichssteuer und im Kriegsfall die Stellung eines Kontingents zur Reichsarmee. Vor allem diente er der Wahrung des 1495 verkündeten Ewigen Landfriedens, indem er den Urteilen des Reichskammergerichts Geltung verschaffte.

## Gebiets- und Mitgliederstruktur
Insgesamt war die Zusammensetzung insofern etwas besonders, weil die Zugehörigkeit nur in zweiter Linie nach der geographischen Lage und in erster Linie nach ständischen Qualitäten, eben als Zusammenschluss der Kurfürsten, erfolgte. Dem Reichskreis gehörten auch die kurfürstlichen Nebenländer an, die teilweise in Westfalen (Vest Recklinghausen, Herzogtum Westfalen) oder in Mitteldeutschland (wie die Mainzer Besitzungen um Erfurt und im Eichsfeld) lagen. Auch dadurch war das Gebiet stark zersplittert und lag teilweise innerhalb anderer Reichskreise. Im Rheinland reichte das Gebiet vom nördlichen Elsass bis zum Niederrhein. Das Gebiet zog sich an der Mosel von der Grenze zu Lothringen bis zur Mündung hin. Außerdem lag er von der Mündung bis zum Mittellauf des Mains.
Neben den rheinischen Kurfürstentümern gehörten dem Reichskreis noch einige meist kleinere rheinische Territorien an. Ohne nennenswertes Territorium war die Ballei des deutschen Ordens in Koblenz. Eine Besonderheit war auch, dass die Reichsgrafen von Thurn und Taxis, weil sie dem Kaiser erhebliche Geldsummen geliehen hatten, persönlich Mitglieder des Reichskreises wurden. Eine nennenswerte Bedeutung für die Kreispolitik hatten die kleinen Territorien nicht. Einige der kleinen Mitglieder verloren ihre Zugehörigkeit im Laufe der Zeit. Dies gilt für Salm-Reifferscheid, die Propstei Selz, die verpfändete Reichsstadt Gelnhausen, die Reichsabtei St. Maximin in Trier. Einige Gebiete blieben zwischen verschiedenen Reichskreisen umstritten. Dazu zählte die Oberpfalz oder das Herzogtum Arenberg. Insgesamt war die Zahl der Stände im Laufe der Zeit auf sieben oder mit Einschränkungen für Nieder-Isenburg 8 Mitglieder gesunken. Dies waren weniger als in den meisten anderen Reichskreisen.

## Strukturen
Der Erzbischof von Mainz fungierte als kreisausschreibender Fürst und Kreisdirektor. Er erließ auch die Kreispropositionen. Die Vereinigung beider Ämter in einer Hand war ungewöhnlich, ergab sich aber aus der herausgehobenen Stellung des Mainzer Erzbischofs als Reichserzkanzler. Auch die Kreiskanzlei und das Kreisarchiv waren in Mainz angesiedelt. Kreisobrist war der weltliche Kurfürst von der Pfalz. Dies war mit der konfessionellen Spaltung hochproblematisch, standen die Kreistruppen doch unter dem Kommando eines protestantischen Fürsten.
Anfangs hatten die Kreistage an verschiedenen Orten stattgefunden. Schließlich wurde das Dominikanerkloster in Frankfurt zum regelmäßigen Tagungsort. Ein Grund für die Tagung auf dem Territorium des oberrheinischen Reichskreises war die enge Zusammenarbeit beider Kreise. Unter anderem war der Kurfürst von Mainz oft in Personalunion auch Bischof von Worms und der Kurfürst der Pfalz war als Herzog von Simmern ebenfalls Mitglied des oberrheinischen Kreises. Auch die Kreiskasse befand sich in Frankfurt. Der Kreiskassierer kam seit 1681 aus der örtlichen Kaufmannsschaft oder war ein dortiger Bankier.
Die zentralen Beratungspunkte auf den Kreistagen wurden durch die Ausschreibung des Mainzer Kurfürsten vorgegeben. Im Gegensatz zu den meisten anderen Reichskreisen gab es keine Untergliederung in Bänke, etwa der geistlichen oder weltlichen Fürsten. Vielmehr versammelte man sich an einem runden Tisch. Dennoch gab es eine klare Hierarchie. Bei den Abstimmungen auf den Kreistagen gab es eine festgelegte Reihenfolge: Es begann Kurtrier, es folgten Kurköln und die Kurpfalz, dann folgten die kleineren Stände und das letzte und entscheidende Votum kam Kurmainz zu. Auf den Kreistagen waren die großen Reichsstände mit Deputierten vertreten, während die kleinen Stände ihre Interessen von einem der kurfürstlichen Gesandten mitvertreten ließen. Eine vollberechtigte Stimme hatten die kleinen Stände nicht, sondern konnten im Zweifelsfall lediglich relativ wirkungslose Protestationen einlegen. Letztlich galten nur die kurfürstlichen Stimmen. Eine Mehrheit kam bei drei Kurfürsten zu Stande.
Nach dem Übergang der Kurpfalz auf das Haus Pfalz-Neuburg wurde auch dieses Gebiet katholisch regiert. Insgesamt war der Reichskreis im 18. Jahrhundert überwiegend katholisch und umfasste etwa 1 Million Einwohner. Die Katholiken machten dabei einen Anteil von 79 % aus.

## Geschichte
Der Kurrheinische Reichskreis kam seinen Verpflichtungen hinsichtlich der Truppenstellung für die Kreistruppe insbesondere nach dem Erlass der Reichsexekutionsordnung von 1555 meist nach.
Nachteilig wirkte sich die konfessionelle Spaltung aus. Die Pfalz war von 1556 bis 1685 protestantisch, während die drei übrigen Kurfürstentümer katholisch blieben. Dies erschwerte insbesondere im Vorfeld und Verlauf des Dreißigjährigen Krieges eine gemeinsame Handlungsweise. Im Dreißigjährigen Krieg wurden die Kreisversammlungen unterbrochen und erst 1679 wieder aufgenommen. Danach tagte sie dann jährlich fast jedes Jahr.
Wie schon angedeutet, arbeiteten kur- und oberrheinischer Reichskreis in vielen Bereichen eng zusammen. Dies galt für das Münzwesen, für die Wirtschafts- und Zollpolitik. Dies galt aber auch für die Reichspolitik und die Politik nach außen. Im Jahr 1651 kam es zu einer ersten offiziellen Assoziation beider Kreise. Seit der Zeit Ludwig XVI. gehörte der Kreis zu dem Zusammenschluss der vorderen Reichskreise zur Abwehr französischer Expansionsbestrebungen.
De facto hörte der Reichskreis nach den französischen Besetzungen und der offiziellen Annexion 1801 auf der linken Rheinseite auf zu bestehen.

## Gliederung
Der Kreis, der auf dem Reichstag von Köln 1512 geschaffen wurde und bis 1803 Bestand hatte, umfasste hauptsächlich die vier rheinischen Kurfürstentümer:
- Kurmainz
- Kurtrier
- Kurköln
- Kurpfalz

Ferner die Territorien:
- Deutschordensballei Koblenz
- Burggrafschaft Rheineck
- Herrschaft, später: Grafschaft Nieder-Isenburg
- Herrschaft, später: Grafschaft Nassau-Beilstein
- Herrschaft, später: Grafschaft Salm-Reifferscheid
- Propstei Selz (bis 1481)
- Reichsabtei St. Maximin (umstritten bis 1669, danach Kurtrier)
- Grafschaft Neuenahr
- verpfändete Reichsstadt Gelnhausen

Auf den Kreistagen vertreten war seit 1704, bzw. 1724 außerdem:
- der Fürst von Thurn und Taxis ohne eigenes Territorium auf Kreisgebiet (erstmals Eugen Alexander von Thurn und Taxis ab 26. November 1704,[1] 1724 dessen Sohn und Nachfolger Anselm Franz, auf Grund eines Darlehens von 80.000 Reichstalern).[2]